# Weisenau (Moguncja)
Weisenau, Mainz-Weisenau – okręg administracyjny Moguncji, w Niemczech, w kraju związkowym Nadrenia-Palatynat. W czerwcu 2024 roku okręg zamieszkiwało 15 912 osób.